# مدرسة جهانغير خان
مدرسة جهانغير خان هي مدرسة تاريخية تعود إلى السلالة الصفوية والقاجاريون، وتقع في قم.